# Élővércsepp-analízis
A sötét látóteres ultramikroszkóppal végzett élővércsepp-analízis az alternatív gyógyászat egyik vizsgálati módszere. Hatékonyságát, elméleti alapjait nem igazolták.
A vizsgálatot végzők állításai szerint képes az olyan nehezen diagnosztizálható panaszok okainak felderítése, mint a fáradtság, az energiahiány, a teljesítőképesség csökkenése, a fertőzésekre való hajlam vagy a rák korai stádiumai.
Kontrollált vizsgálatok során a vizsgálat nem bizonyult hatásosnak a rák kimutatásában.
Ezt egyébként a legtöbb élővércsepp-analízis vizsgálatot végző nem is állítja.

## A vizsgálat menete
A vizsgálat során a vizsgált személy véréből kenetet készítenek (ehhez elég egy csepp vér is), amit nagy nagyításon sötét látótérben vizsgálnak. A sötét látóteres mikroszkópia lényege, hogy a vizsgált tárgy nem közvetlen, hanem szórt fény kap, ami a kontúrok kirajzolását segíti elő. A mikroszkóp képét monitoron mutatják be a vizsgált személynek és azonnal elemzik is.

## Mi látható a képen?
A képen megfigyelhetőek a vörösvértestek, esetlegesen a fehérvértestek és a vérlemezkék is. Mivel a preparátum folyamatosan szárad, a vértestek alakja változhat. A vértestek eltérő képét okozhatják fókuszálási hibák is. Ezeken túl megfigyelhetjük a tárgylemez szennyeződéseit is.

## A kép értelmezése
A  vizsgálatot végzők állításai szerint:
Egyetlen csepp vér vizsgálatával megállapítható:
- az anyagcsere állapota,
- az emésztés és a felszívódás hatékonysága
- a szervezet ásványianyag- és/vagy vitaminhiánya
- az érelmeszesedés, a trombózis kialakulásának korai jelei
- egyes szervek (például a máj, a vese, a szív stb.) meggyengülése
- az oxigénellátás aktuális állapota
- a kórokozó mikroorganizmusok (baktériumok, paraziták, gombák) jelenléte
- a vérben történő salakanyag-felhalmozódás (ideértve a fogakból kioldódó amalgámterhelést is)
- a hormonháztartás felborulása
- a baktériumflóra egyensúlyzavara
- daganatos elváltozásokra utaló jelek
- külső és belső mérgezőanyagok jelenléte
- a sav-bázis háztartás eltolódása

Ezeket az állításokat azonban semmilyen tudományos vizsgálat nem igazolja. Ugyanakkor csak az USA-ban több mint 10 000 orvos és számos természetgyógyász alkalmazza.
Az élő vér vizsgálata a szokásos laboratóriumi vérvizsgálatoknak is részét képezi bizonyos esetekben. 
A vizsgálatot végzők többnyire költséges terápiákat, táplálékkiegészítőket ajánlanak a vizsgált személyeknek.